# Youssef Rekik
Pour les articles homonymes, voir Rekik.
Youssef Rekik (arabe : يوسف الرقيق), né le 10 octobre 1940 à Mahrès et mort le 13 mai 2012 à Tunis, est un peintre et comédien tunisien.
Il fonde en 1988 le Festival international des arts plastiques organisé dans sa ville natale de Mahrès. Considéré comme l'une des plus grandes figures de la peinture sur verre, s'inspirant de la calligraphie de Kairouan et de la mythologie orientale, il organise sa première exposition en 1978. Il devient secrétaire général de l'Union nationale des artistes plasticiens tunisiens dans les années 1990.
Homme de théâtre, il figure parmi les signataires du Manifeste du 11 destiné à moderniser le théâtre national. Enseignant à Sfax, il dirige les troupes théâtrales de Kairouan, Nabeul et Sfax dans les années 1970. Lui-même joue dans plusieurs pièces et films, dont Demain, je brûle de Mohamed Ben Smaïl (ar) en 1998.
Mort le 13 mai 2012 à Tunis, il est inhumé le lendemain au cimetière de Carthage-Byrsa.